# Hinzuanius flaviventris
Hinzuanius flaviventris is een hooiwagen uit de familie Biantidae.